# Herrarnas stafett i längdskidåkning vid olympiska vinterspelen 2010
Herrarnas stafett 4 x 10 km avgjordes den 24 februari. För Sveriges räkning kördes sträckorna i ordningsföljd av Daniel Rickardsson, Johan Olsson, Anders Södergren och Marcus Hellner. Under den första sträckan föll ett ymnigt snöfall och förhandsspekulationerna handlade om vallning. Sverige vann guld, Norge silver och Tjeckien brons.

## Medaljörer
| Spel    | Guld                                                                    | Silver                                                                      | Brons                                                     |
| Stafett | Sverige Daniel Rickardsson Johan Olsson Anders Södergren Marcus Hellner | Norge Martin Johnsrud Sundby Odd-Bjørn Hjelmeset Lars Berger Petter Northug | Tjeckien Martin Jaks Lukáš Bauer Jirí Magál Martin Koukal |

## Resultat
| Plac. | Land      | Namn                                                                    | Tid       | Tidsdifferens |
| ----- | --------- | ----------------------------------------------------------------------- | --------- | ------------- |
| 1     | Sverige   | Daniel Rickardsson Johan Olsson Anders Södergren Marcus Hellner         | 1:45:05,4 | 0,0           |
| 2     | Norge     | Martin Johnsrud Sundby Odd-Bjørn Hjelmeset Lars Berger Petter Northug   | 1:45:21,3 | +15,9         |
| 3     | Tjeckien  | Martin Jaks Lukáš Bauer Jirí Magál Martin Koukal                        | 1:45:21,9 | +16,5         |
| 4     | Frankrike | Jean-Marc Gaillard Vincent Vittoz Maurice Manificat Emmanuel Jonnier    | 1:45:26,3 | +20,9         |
| 5     | Finland   | Sami Jauhojärvi Matti Heikkinen Teemu Kattilakoski Ville Nousiainen     | 1:45:30,3 | +24,9         |
| 6     | Tyskland  | Jens Filbrich Axel Teichmann Rene Sommerfeldt Tobias Angerer            | 1:45:49,4 | +44,0         |
| 7     | Kanada    | Devon Kershaw Alex Harvey Ivan Babikov George Grey                      | 1:47:03,2 | +1:57,8       |
| 8     | Ryssland  | Nikolay Pankratov Pjotr Sedov Aleksandr Legkov Maxim Vylegzhanin        | 1:47:04,7 | +1:59,3       |
| 9     | Italien   | Valerio Checci Giorgio di Centa Pietro Piller Cottrer Cristian Zorzi    | 1:47:16,6 | +2:11,2       |
| 10    | Schweiz   | Toni Livers Curdin Perl Remo Fischer Dario Cologna                      | 1:47:57,2 | +2:51,8       |
| 11    | Kazakstan | Sergey Cherepanov Aleksej Poltaranin Yevgeniy Velichko Nikolay Chebotko | 1:49:49,1 | +4:43,7       |
| 12    | Slovakien | Martin Bajcicak Ivan Batory Michal Malak Peter Mlynar                   | 1:49:52,0 | +4:46,6       |
| 13    | USA       | Andrew Newell Torin Koos Garrott Kuzzy Simeon Hamilton                  | 1:51:27,7 | +6:22,3       |
| 14    | Estland   | Algo Karp Jaak Mae Aivar Rehemaa Kaspar Kokk                            | 1:51:41,2 | +6:35,8       |